# نووی بیت
نووی بیت (به لاتین: Novy Byt) یک منطقهٔ مسکونی در روسیه است که در استان آمور واقع شده‌است.